# Kerkhof van Wicres
Het Kerkhof van Wicres is een gemeentelijke begraafplaats in de Franse gemeente Wicres in het Noorderdepartement. Het kerkhof ligt rond de Église Saint-Vaast in het dorpscentrum.
Vlak naast het kerkhof lig de Duitse militaire begraafplaats Deutscher Soldatenfriedhof Wicres Village.

## Britse oorlogsgraven
Op het kerkhof bevinden zich 8 Britse militaire graven uit de Eerste Wereldoorlog. Ze liggen per 4 aan beide zijden van de kerk. Twee slachtoffers konden niet meer geïdentificeerd worden. De graven worden onderhouden door de Commonwealth War Graves Commission en staan er geregistreerd als Wicres Churchyard.